# Fryxellia pygmaea
Fryxellia pygmaea là một loài thực vật có hoa trong họ Cẩm quỳ. Loài này được (Correll) D.M.Bates mô tả khoa học đầu tiên năm 1974.